# Skałki w Rdzawie
Skałki w Rdzawie – odcinek koryta potoku Przeginia w miejscowości Rdzawa, gminie Trzciana, powiecie bocheńskim, województwie małopolskim. Pod względem geograficznym jest to obszar Pogórza Wiśnickiego.
Nazwę Przeginia podaje urzędowy wykaz wód płynących w Polsce, przez miejscową ludność jednak potok ten nazywany jest Pluskawką, a jego dolina w okolicy skałek w Rdzawie Doliną Czosnkową. Nazwa Pluskawka pochodzi prawdopodobnie od pluskania towarzyszącego przepływowi wody. Nazwa Doliny Czosnkowej pochodzi od czosnku niedźwiedziego obficie porastającego zarośla nadrzeczne.
Skałki w Rdzawie znajdują się po południowej stronie boiska sportowego w Rdzawie i poniżej nich prowadzi kładka dla pieszych i droga po płytach betonowych przekraczająca Przeginię. Drogą ta poprowadzono zielony szlak turystyki rowerowej. Na skałkach w Rdzawie Przeginia (Pluskawka) tworzy wyżłobione w warstwach fliszu karpackiego koryto. Wyżłobienia tego dokonał niesiony przez nią żwir i piasek. W kamiennym korycie potoku znajdują się ponadto głębokie rowy o krętych ścianach i płytsze niecki. W dwóch miejscach występują tutaj na naturalnych progach niewysokie wodospady. Pod progami spadająca woda wytworzyła głębsze miejsca zwane baniorami i klasyczne kotły eworsyjne. Projektowane jest utworzenie w tym miejscu zespołu przyrodniczo-krajobrazowego. Dużą osobliwością są też występujące w niektórych miejscach dna Przegini andezyty – skały pochodzenia wulkanicznego.

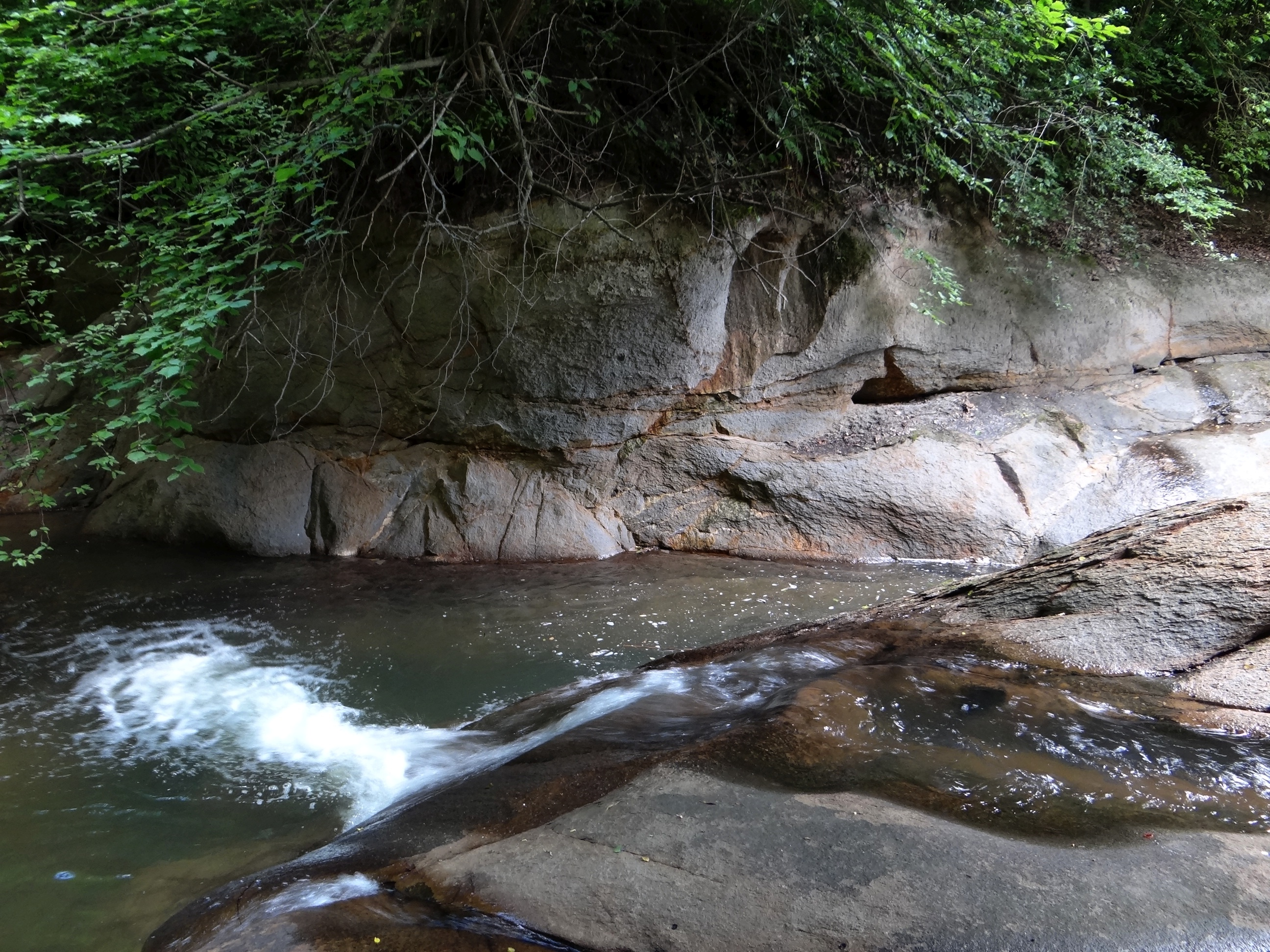
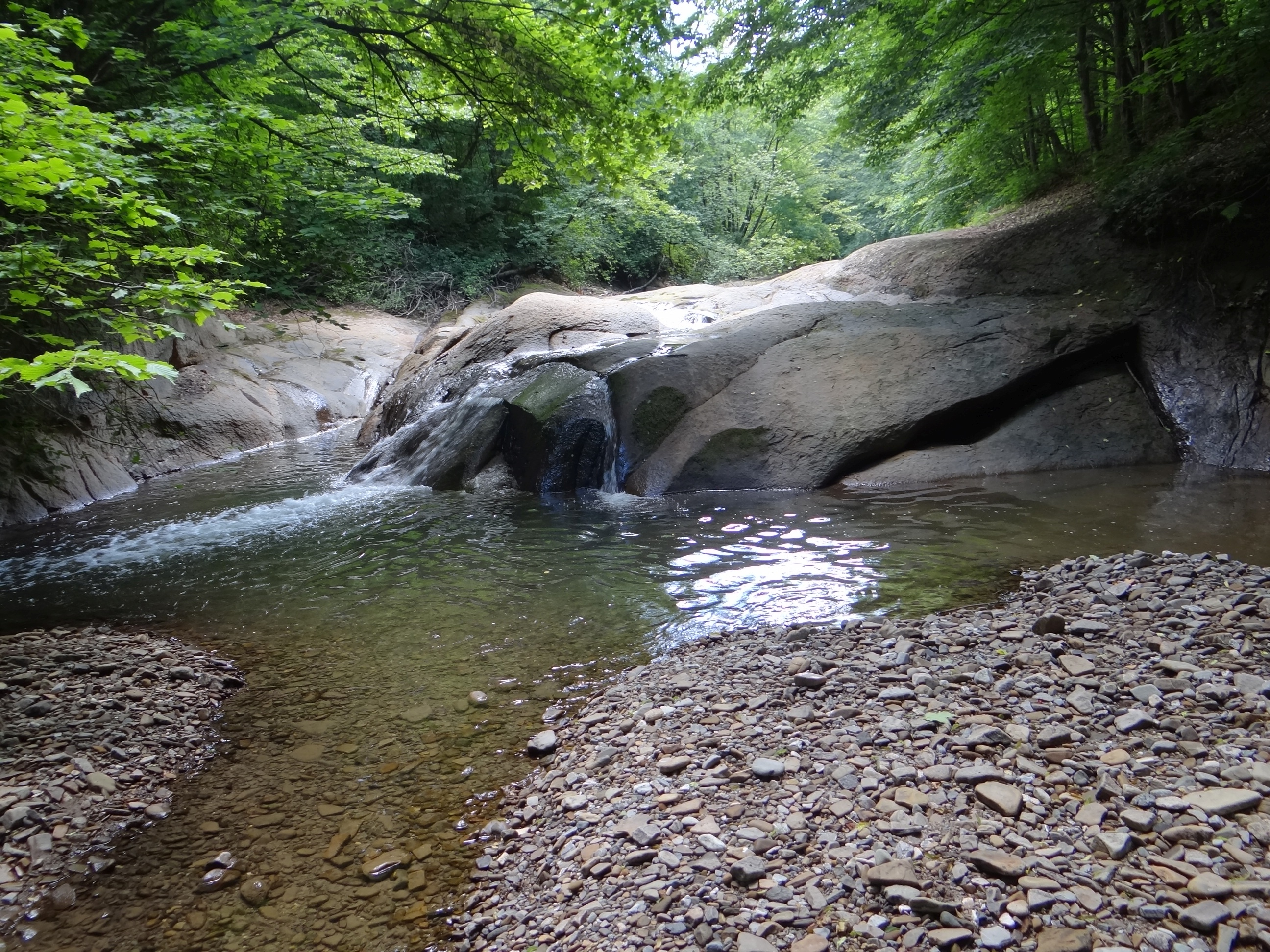
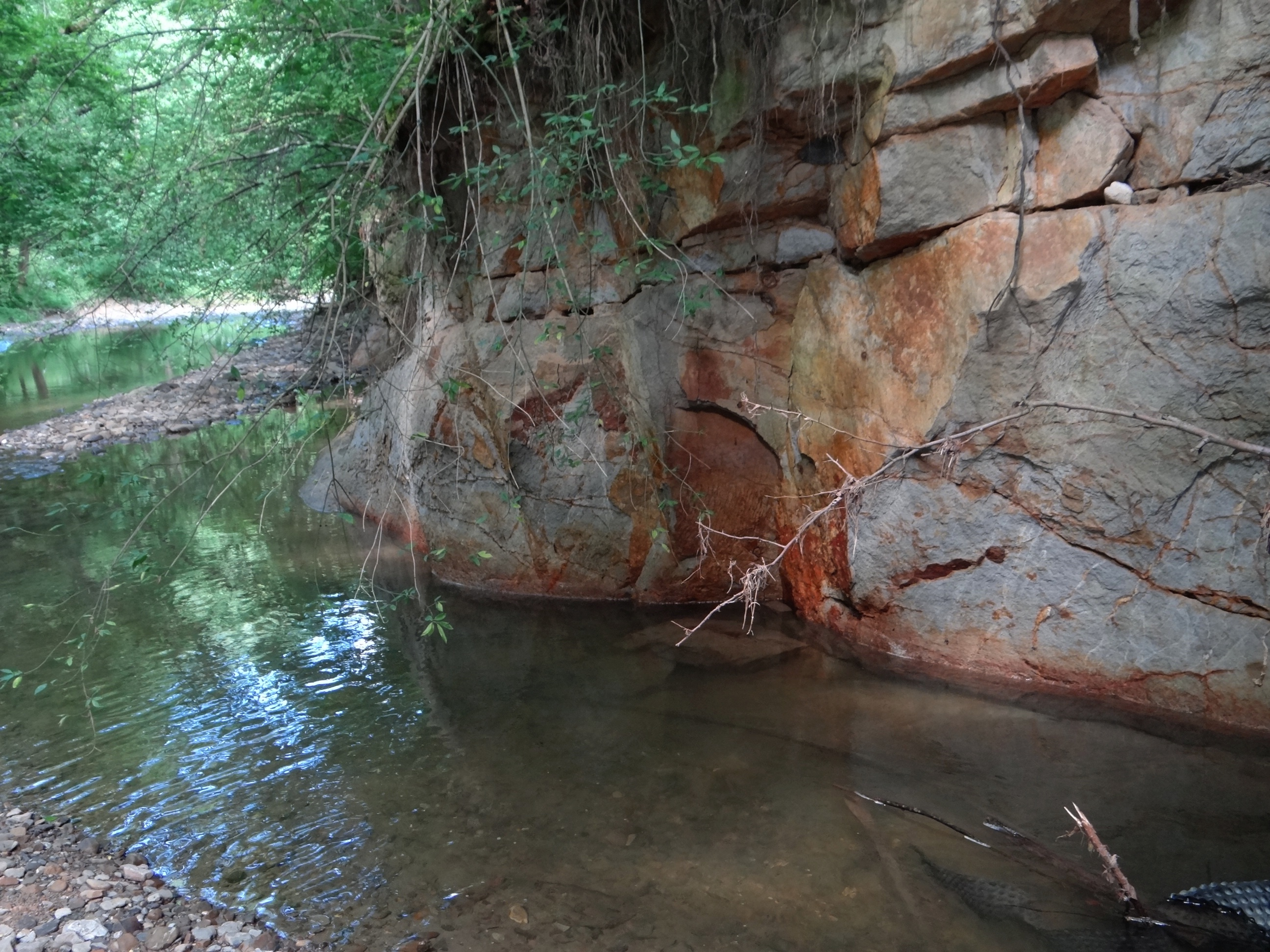
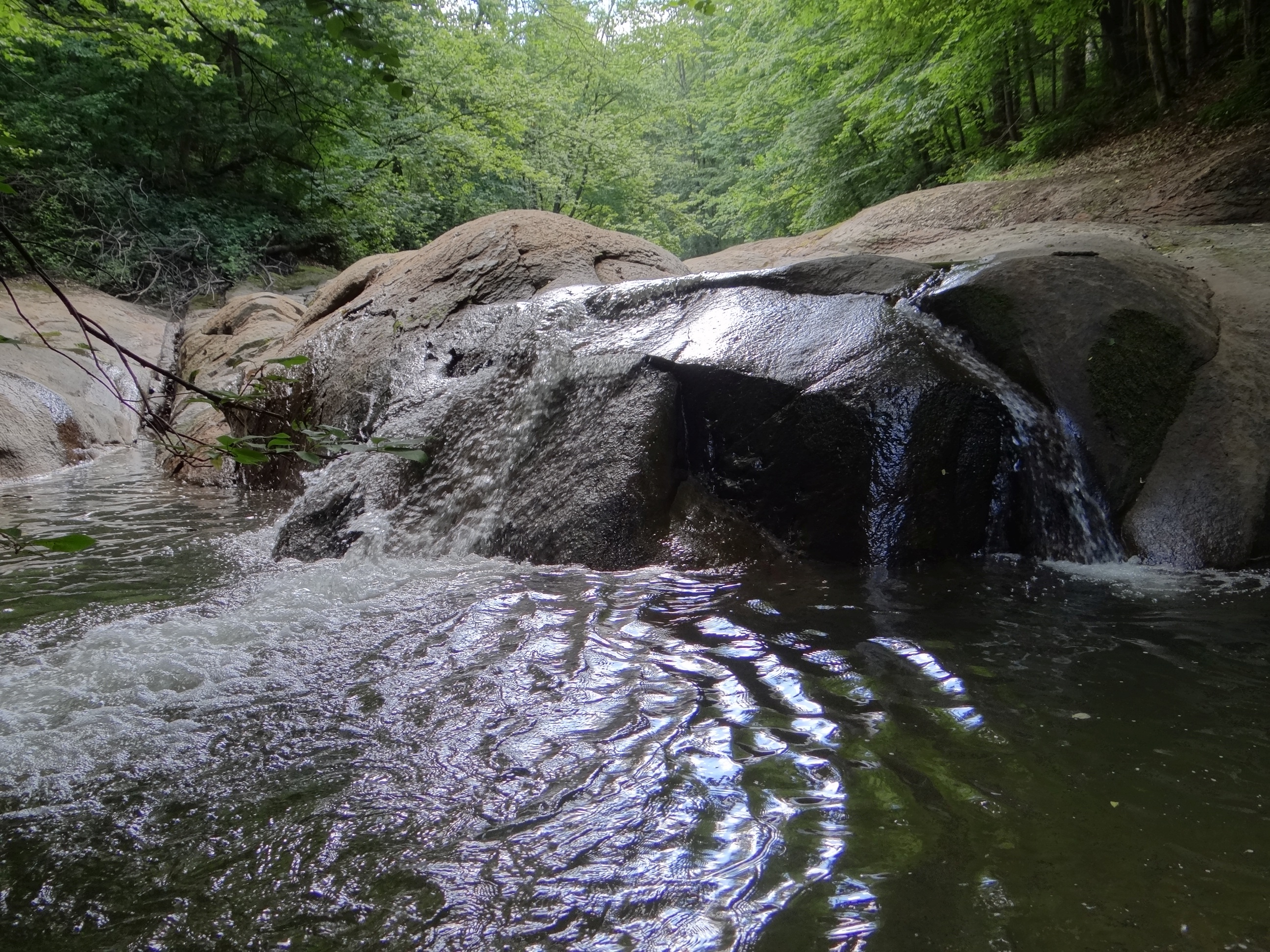